# ROCKMAN ZX SOUNDSKETCH -ZX GIGAMIX-
『ROCKMAN ZX SOUNDSKETCH -ZX GIGAMIX-』（ロックマン・ゼクス・サウンドスケッチ・ゼクス・ギガミックス）は、2008年4月30日に発売された、ロックマンゼクスシリーズのリミックスサウンドトラック。

## 概要
ゲーム『ロックマンゼクス』『ロックマンゼクス アドベント』のリミックスサウンドトラック。リミックス楽曲のほか、ドラマパート、ドラマパートで使用される挿入歌が収録されている。
本項ではリミックスBGM・挿入歌を太字、ドラマパートを斜体で表記する。

## 収録曲
1. The Chosen One - Gigamix Ver. -
作曲：山田一法
「ZXA TUNES」より、「The Chosen One」のリメイク。
2. Green Grass Gradation - Gigamix Ver. -
作曲：鈴木マサキ
「ZX TUNES」より、「Green Grass Gradation」のリメイク。
3. Soundsketch _ Grey Capsule
隠しエピソード。グレイのカプソルの中がらレコードした一部の会話。
4. Believe in Myself - feat.Grey -
歌：グレイ（平田宏美）
作詞：Yuki Terakado / 作曲・編曲：鈴木マサキ
「ZXA TUNES」より、「Destiny」のリメイク。
5. Whisper of Relics - Gigamix Ver. -
作曲：川上領
「ZXA TUNES」より、「Whisper of Relics」のリメイク。
6. ZXportrait _ Death and Witch
隠しエピソード。セルパンが倒されたのあと、プロメテとパンドラが新しい適合者を探す。
7. Drifting Floe - Gigamix Ver. -
作曲：葉山宏治
「ZXA TUNES」より、「Drifting Floe」のリメイク。
8. Overloaded - Gigamix Ver. -
作曲：川上領
「ZXA TUNES」より、「Overload」のリメイク。
9. Soundsketch _ Help Fleuve!
10. Flow of the Times
作曲：山田一法
Track 9に使われたBGM。
11. Bullet Drive - Gigamix Ver. -
作曲：川上領
「ZXA TUNES」より、「Bullet Drive」のリメイク。
12. Brilliant Show Window - Gigamix Ver. -
作曲：川上領
「ZX TUNES」より、「Brilliant Show Window」のリメイク。
13. ZXportrait _ Girls Bravo
14. En-trance Code - Gigamix Ver. -
作曲：山田一法
「ZX TUNES」より、「En-trance Code」のリメイク。
15. Freebirds
作曲：鈴木マサキ
Track 13に使われたBGM。
16. Soundsketch _ Reconstruction of Cinq Ville
隠しエピソード。セルパンが倒されたのあと、町の再建現場からレコードした一部の会話。
17. Be One - feat.Ashe -
歌：アッシュ（小清水亜美）
作詞：Yuki Terakado / 作曲・編曲：川上領
「ZXA TUNES」より、「Be One」のリメイク。
18. Awake - Gigamix Ver. -
作曲：山田一法
「ZX TUNES」より、「Awake」のリメイク。
19. Trap Fanatics
作曲：川上領
プロメテとパンドラのテーマ。Track 6に使われたBGM。
「ZX TUNES」より、「Trap Factory」のリメイク。
20. Battle Giga Mixture
作曲：山田一法・川上領・梅垣ルナ / リミックス：鈴木マサキ
「ZX TUNES」と「ZXA TUNES」からのボスバトルBGMのリミックスメドレー。

## III：サウンドクリエイトユニット
- 山田一法 - キーボード、ヴォコーダー、ベース、サウンドエフェクト、プログラミング
- 川上領 - キーボード、プログラミング、アレンジ
- 下田祐 - キーボード、ギター、プログラミング、アレンジ
- 礒谷浩生 - キーボード、プログラミング、アレンジ
- 鈴木マサキ - ギター（Track 15)

## ドラマパートスタッフ

### シナリオ
- 矢部誠（Track 3、6、9、13）
- おぎのひとし（Track 9、13、16）
- 山田一法（Track 16）

### キャスト
- 小林沙苗 - ヴァン、エール
- 広橋涼 - プレリー
- 小林通孝 - フルーブ、ハンター
- 岸尾だいすけ - プロメテ、トリュイト
- 伊藤静 - パンドラ
- 柳井久代 - ウイエ、女性アナウンサー
- 泰勇気 - ミック
- 小原雅一 - ロビン、ハンター、レポーター
- 戸塚利絵 - セードル、コンピューター
- 伊藤かな恵 - サルディーヌ、店員
- 佐藤聡美 - ローズ、ウエートレス
- 佐藤正治 - シリュール